# Villanova sull’Arda
Villanova sull’Arda – miejscowość i gmina we Włoszech, w regionie Emilia-Romania, w prowincji Piacenza.
Według danych na rok 2004 gminę zamieszkiwały 1933 osoby, 53,7 os./km².